# Gertrude av Northeim
Gertrude av Northeim, född 1090, död 1154/1169, var en tysk adelskvinna och regent. Hon var regent i grevedömet Weimar-Orlamünde 1113-1115 under sin sons minderårighet, och regent i grevedömet Bentheim för sin frånvarande dotter Sofia från 1150. 